# Siergiej Pastuchow
Siergiej Konstantinowicz Pastuchow (ros. Сергей Константинович Пастухов, ur. 1887 w Mariupolu, zm. 2 kwietnia 1940) – radziecki dyplomata.

## Życiorys
Miał wykształcenie wyższe, pracował jako wykładowca, był członkiem kolegium redakcyjnego pisma "Nowyj Wostok". Od 1934 członek RKP(b)/WKP(b), od 29 maja 1933 do 1 kwietnia 1935 ambasador ZSRR w Iranie, później kierownik Wydziału Bliskiego Wschodu Ludowego Komisariatu Spraw Zagranicznych ZSRR, następnie kierownik Wydziału I Wschodniego tego komisariatu. 1936-1937 kierownik Ogólnego Archiwum Politycznego Ludowego Komisariatu Spraw Zagranicznych ZSRR, później dyrektor szkoły średniej w Moskwie.
16 maja 1939 aresztowany, 1 kwietnia 1940 skazany na śmierć przez Wojskowe Kolegium Sądu Najwyższego ZSRR "za szpiegostwo i przynależność do kontrrewolucyjnej organizacji", następnego dnia rozstrzelany. 25 czerwca 1957 pośmiertnie zrehabilitowany.